# Radu Paisie
Radu Paisie (n.  ?, București, România – d. 1545, Alexandria, Egipt) cunoscut și sub numele de Petru de la Argeș, a fost domn în Țara Românească: iunie 1535 - martie 1545.

## Biografie
S-a născut în jurul anului 1500.
A fost fiul lui Radu cel Mare; călugăr și stareț la Mănăstirea Curtea de Argeș sub numele de Paisie, ca domn și-a luat numele de Radu, fiind ales de boieri.
În 1538 - 1540, turcii au ocupat Brăila, pe care o transformă împreună cu ținutul din jur, în raia în 1541. La 7 ianuarie 1543 a încheiat cu arhiducele austriac Ferdinand o alianță prin care își promiteau ajutor reciproc împotriva turcilor, urmând ca Radu Paisie să-i furnizeze știri despre mișcările dușmanului. La 1544 boierii pribegi în fruntea cărora se aflau Laiot și Stroe, l-au atacat și au încercat să-l alunge, însă au fost învinși. A fost înlăturat de pe tron de fratele său (după tată) Mircea Ciobanul în martie 1545. Turcii l-au exilat în Egipt, unde a și murit. Se crede că este înmormântat într-o biserică din Alexandria în Egipt. Era un om pios care se îngrijea de cele bisericești, terminând mitropolia din Târgoviște și clădind mănăstirile Mislea din Prahova, Cosoteni din Teleorman si Valea din Țițești.
Familia
El s-a căsătorit prima oară cu Stana, fiica lui Petru Rareș și au avut 6 copii: Marcu (fl.1543), Voica, Maria, Pătrașcu cel Bun, Vlad (fl.1543) și Cârstina.
El a mai avut un fiu, Mihnea, care s-a turcit în 1555 sub numele de Mehmed.
Petru s-a recăsătorit cu Ruxandra Basarab, la 1541. Ei n-au avut copii.